# Bruce Botnick
Bruce Botnick (1945) è un produttore discografico e ingegnere del suono statunitense.
È stato il fonico di tutti i dischi, live e non, dei  Doors e ne ha prodotto gli album a partire da L.A. Woman, dopo l'abbandono del loro produttore ufficiale, Paul A. Rothchild.
Un altro gruppo celebre per il quale ha lavorato sono i Love, dove Botnick è stato ingegnere del suono nei primi due album e co-produttore nel terzo.